# 1502 Arenda
1502 Arenda è un asteroide della fascia principale del diametro medio di circa 33,22 km. Scoperto nel 1938, presenta un'orbita caratterizzata da un semiasse maggiore pari a 2,7316527 UA e da un'eccentricità di 0,0890831, inclinata di 4,07979° rispetto all'eclittica.
L'asteroide è dedicato all'astronomo belga Sylvain Julien Victor Arend.